# Алексино (Конаковский район)
Але́ксино — деревня в Конаковском районе Тверской области. Входит в состав Городенского сельского поселения.

## География
Находится в юго-восточной части Тверской области на расстоянии приблизительно 11 км на север от поселка Редкино на правом берегу Волги.

## История
Известна была с 1627—1628 годов как пустошь. В 1678 году уже деревня, входившая в вотчину Оршина монастыря и состоявшая из 4 дворов. В 1859 году учтено 25 дворов, в 1900 — 26. В 1931 году в деревне был создан колхоз «Парижская коммуна».

## Население
Численность населения: 217 человек (1859 год, 222 (1900), 4 (русские 100 %) в 2002 году, 1 в 2010.